# كاريل أبسولون
كاريل أبسولون (بالإنجليزية: Karel Absolon) ولد في 16 يونيو 1877 وتوفي في 6 أكتوبر 1960، هو عالم آثار وجغرافي وإحاثي ومستغور تشيكي.

## المسيرة المهنية
كاريل هو حفيد العالم Jindřich Wankel ‏‏ (1821-1897) وابن الطبيب فيليبالد أبسولون (1843-1882). تزوج من فاليريا أبسولون، التي أصبحت مهتمة بفن الحفريات. في برنو، التحق بالمدرسة الثانوية الإنسانية من عام 1899، ثم درس علم الحيوان والجغرافيا في جامعة براغ. في عام 1907 تخرج في الجغرافيا وتخصص في الجغرافيا القديمة وعلم الحيوان. من عام 1908 إلى عام 1938 كان أمينًا لقسم علم الحيوان في متحف مورافيا في برنو. في عام 1927 تم تعيينه أستاذا لعلم الإنسان القديم وعلم الحيوان في جامعة براغ. ساعد في إثراء مجموعات المتحف من الحفريات البشرية ثم أسس جناح أنثروبوس في برنو في عام 1928. بعد عام 1945، قام بالتدريس لفترة وجيزة في جامعة براتيسلافا (سلوفاكيا). خلال دراسته في جامعة كارلوفا في براغ، بدأ بحثًا في مجال الكهوف في كهوف مورافسكي كراس (مورافيا كارست) في مورافيا في ما يعرف الآن باسم جمهورية التشيك.
أعماله الأكثر شهرة هي الاكتشافات القديمة في دولني فيستونيس والتي تشمل تمثال فينوس. كان يعمل على رسم الخرائط المنهجية لكورا مورافسكي، كما استكشف الكهوف الكارستية في البلقان وفرنسا وإنجلترا.
كان أبسولون ماهراً للغاية في الترويج لنفسه وفي الترويج لاكتشافاته. في عام 1961 اكتشف كهفاً في إيطاليا وسمّيَ باسم أبسولون.
تم تدمير جزء كبير من الأشياء التي اكتشفها في أبريل 1945 أثناء حريق قلعة نيكولسبورغ (ميكولوف في جمهورية التشيك).

## اهتماماته ورحلاته
كان أبسولون مهتما بحيوانات الكهوف، كما أنه مهتم بجغرافيا البلقان والأنهار الجوفية في الهرسك ودلماسيا، ولا سيما أنهار تريبيسينيكا وأومبلا وبونا، وكذلك البحيرات المؤقتة (سيركنيسكو ييزيرو) وريكا في سلوفينيا.
من 1908 إلى 1922 قام بتسع بعثات استكشافية إلى مناطق يوغوسلافيا السابقة وساهم بنشاط في جرد حيوانات كهوف البلقان. ووصف العديد من الأنواع الحيوانية الجديدة.
قاد رحلاته البحثية إلى شمال إفريقيا ورحلات أخرى عبر أوروبا، لا سيما إلى إنجلترا وفرنسا حيث جعل الجغرافي إيمانويل دي مارتون (1873-1955) نموذجًا له، وأخيرًا إلى النمسا في عام 1936.
استكشف البروفيسور أبسولون حوالي 2000 كهف وكان عضوًا في العديد من الجمعيات العلمية الوطنية والدولية.

## الوفاة
توفي أبسولون في 6 أكتوبر عام 1960 في برنو. وقد خلده الكاتب فاكلاف إربين في إحدى رواياته «الكابتن إكسنر» وسماه الأستاذ أبولدون.

## وصلات خارجية
- Absolon السيرة الذاتية (باللغة التشيكية) نسخة محفوظة 13 فبراير 2016 على موقع واي باك مشين.